# Penicillium melinii
Penicillium melinii Thom – gatunek grzybów z rodziny Aspergillaceae. Mikroskopijny grzyb strzępkowy.

## Systematyka i nazewnictwo
Pozycja w klasyfikacji według Index Fungorum: Penicillium, Aspergillaceae, Eurotiales, Eurotiomycetidae, Eurotiomycetes, Pezizomycotina, Ascomycota, Fungi.
Po raz pierwszy opisał go w 1930 roku Charles Thom. Synonimy:
- Penicillium damascenum Baghd. 1968
- Penicillium estinogenum A. Komatsu & S. Abe ex G. Sm. 1963
- Penicillium griseopurpureum G. Sm. 1965
- Penicillium radulatum G. Sm. 1957

## Morfologia i fizjologia
Grzyb glebowy i grzyb wodny. Występuje na całym świecie, nawet w Antarktyce. W Polsce wyizolowano go z gleby, resztek roślinnych, ryzosfery i korzeni jodły i słonecznika.
Kolonie na agarze z roztworem Czapeka rosną raczej słabo, osiągając średnicę około 2 do 3 cm w ciągu 2 do 3 tygodni w temperaturze pokojowej, są aksamitne, o gęstej teksturze, zbudowane z filcowatej grzybni substratowej z licznymi strukturami zarodnikującymi. Kolonie silnie pomarszczone, o promienistym wzorze z centralnymi obszarami ogólnie uniesionymi, białe, szybko ciemniejące do żółtozielonych, potem szarozielonych do głęboko szarooliwkowych. Mają słaby zapach stęchlizny. U niektórych szczepów brak wysięku, u innych bardzo obfity o barwie od pomarańczowożółtej do głęboko brązowej z rdzawym odcieniem. Rewers ogólnie w tych samych kolorach co wysięk i barwiący otaczający agar, u innych początkowo szarawo-lawendowy, potem fioletowobrązowy. Penicillusy zmienne, zwykle monowertycjoidalne, ale często składające się z końcowej grupy rozbieżnych i nierównych gałęzi lub metuli, nieregularnie rozmieszczonych, rozwijających się albo na czubku głównej osi, albo wyrastających z dolnych węzłów. Konidiofory ze ściankami ziarnisto-grudkowatymi, zwykle krótsze od 100 µm, o szerokości 2–3 µm, metule zwykle 10–20 × 2–2,5 µm, ze ściankami ziarnistymi. Gałęzie w skupiskach po 5 do 10, ciasno ułożone, przeważnie 6–8 × 2–2,5 µm, najszersze w części środkowej z wierzchołkami gwałtownie zwężonymi i mającymi tendencję do rozchodzenia się, wytwarzające konidia w łańcuchach o długości do 100 µm, zwykle rozbieżne. Konidia kuliste, o średnicy około 3–3,5 µm ze ściankami wyraźnie kolczastymi.
Kolonie na agarze słodowym osiągają średnicę 3–4 cm w ciągu dwóch tygodni, są płaskie, aksamitne, silnie zarodnikujące, szybko stające się głęboko szarooliwkowe.

## Badania naukowe
- Z hodowli P. melinii otrzymano enzym nukleazę, który działa na zamknięte koliste dwuniciowe DNA, aby wytworzyć otwarte, koliste DNA, a następnie liniową formę DNA poprzez cięcie pojedynczej nici[4].
- Wykorzystywany jest w procesach biotechnologicznych do produkcji lipazy. Hodowla na podłożu Raistrick’a pozwoliła na zwiększenie biosyntezy lipaz trzy do czterech razy[7].
- Przy pomocy P. melinii dokonano hydroksylacji kwasu oleanolowego, otrzymując 4 produkty tej transformacji. Jeden z nich (kwas 21α-hydroksyoleanolowy) wykazuje silniejsze działanie przeciwbakteryjne przeciwko MRSA i Staphylococcus aureus, niż kwas oleanorowy[8].
- Z przesączu hodowlanego P. melinii otrzymano specyficzną grzybiczą α-(1 → 4)-glukanazę, przydatną do produkcji nigerozy na dużą skalę[9].